# Aicelle Santos
Aicelle Santos (24 de febrero de 1985, Ciudad Quezón), es una cantante y compositora filipina de los géneros pop y dance. Surgió en la televisión como una de los mejores videosclips como en la cadena TV show Bitoy's Funniest, luego de lo cual hizo su presentación en el programa televisivo de la Pinoy Pop Superstar.

## Discografía
- All the Man that I Need
- I Need You
- Natural Woman
- A House is Not a Home
- Respect
- Summertime
- A Song for You
- Man in the Mirror
- A House Is Not A Home